# Velká Buková
Velká Buková (Duits: Groß Buchen of Groß Bukowa) is een Tsjechische gemeente in de regio Midden-Bohemen en maakt deel uit van het district Rakovník. Het dorp ligt op ongeveer 11 km afstand van de stad Rakovník en 2 km van Křivoklát.
Velká Buková telt 277 inwoners.

## Geografie
De volgende plaatsen behoren tot de gemeente:
- Velká Buková
- Kalubice
- Malá Buková

## Geschiedenis
De eerste schriftelijke vermelding van het dorp dateert van 1386.
Sinds 2003 is Velká Buková een zelfstandige gemeente binnen het Rakovníkdistrict.

## Verkeer en vervoer

### Spoorlijnen
Er is geen station of spoorlijn in (de buurt van) Velká Buková.

### Buslijnen
De volgende lijnen halteren in Velká Buková:
- Lijn 578 Křivoklát - Nezabudice - Velká Buková- Roztoky (2 ritten in beide richtingen op werkdagen)  van vervoerder Transdev Střední Čechy
- Lijn 579 Rakovník- Nezabudice - Hřebečníky - Týřovice (2 ritten in beide richtingen op werkdagen) van vervoerder Transdev Střední Čechy

In het weekend rijdt er geen bus door het dorp.

## Bezienswaardigheden
- Standbeeld van Sint Johannes van Nepomuk op het dorpsplein
- Standbeeld van Sint Wenceslaus
- Uitkijktoren, geopend in 2009

## Galerij

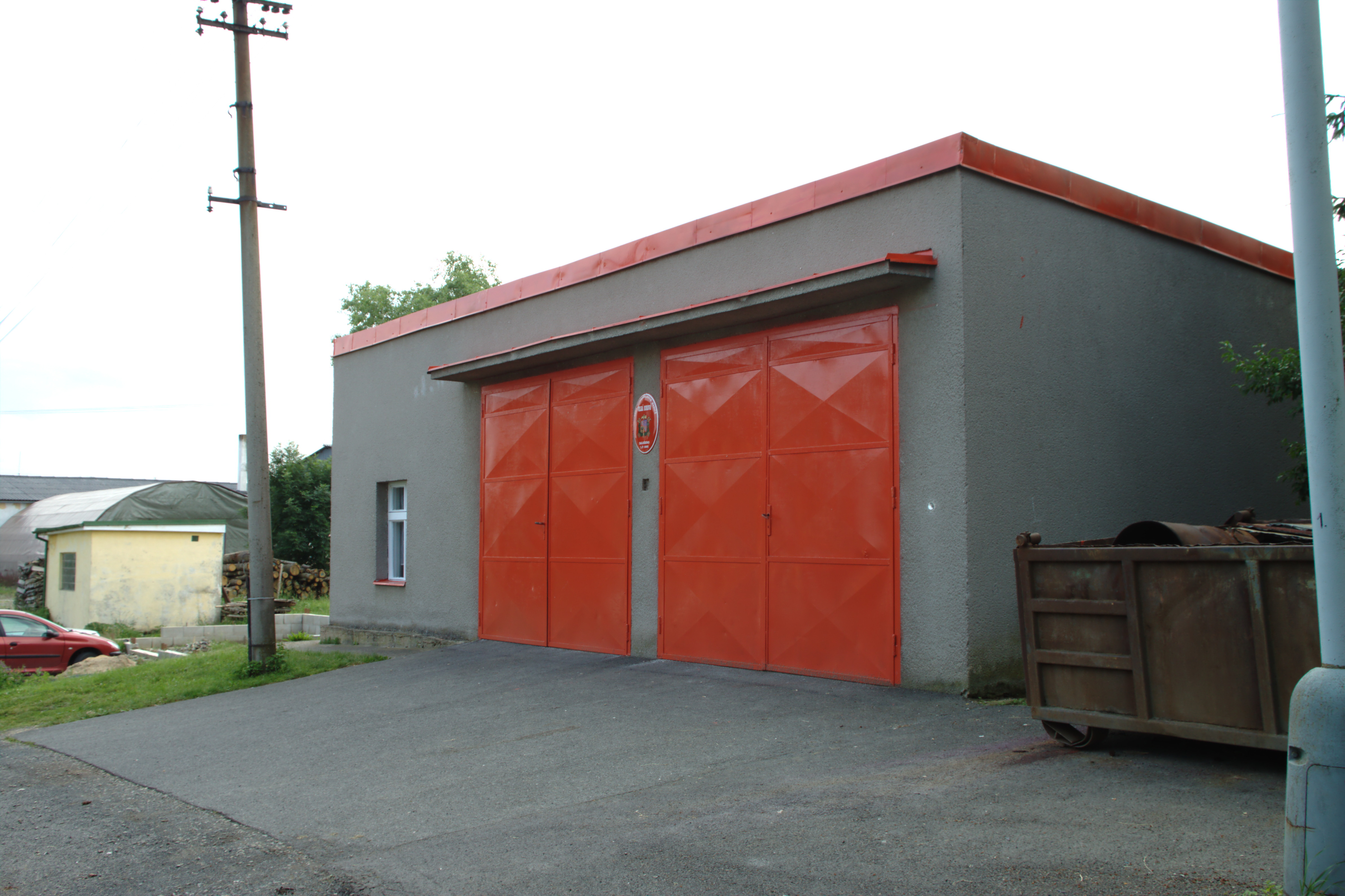
Brandweerkazerne in Velká Buková
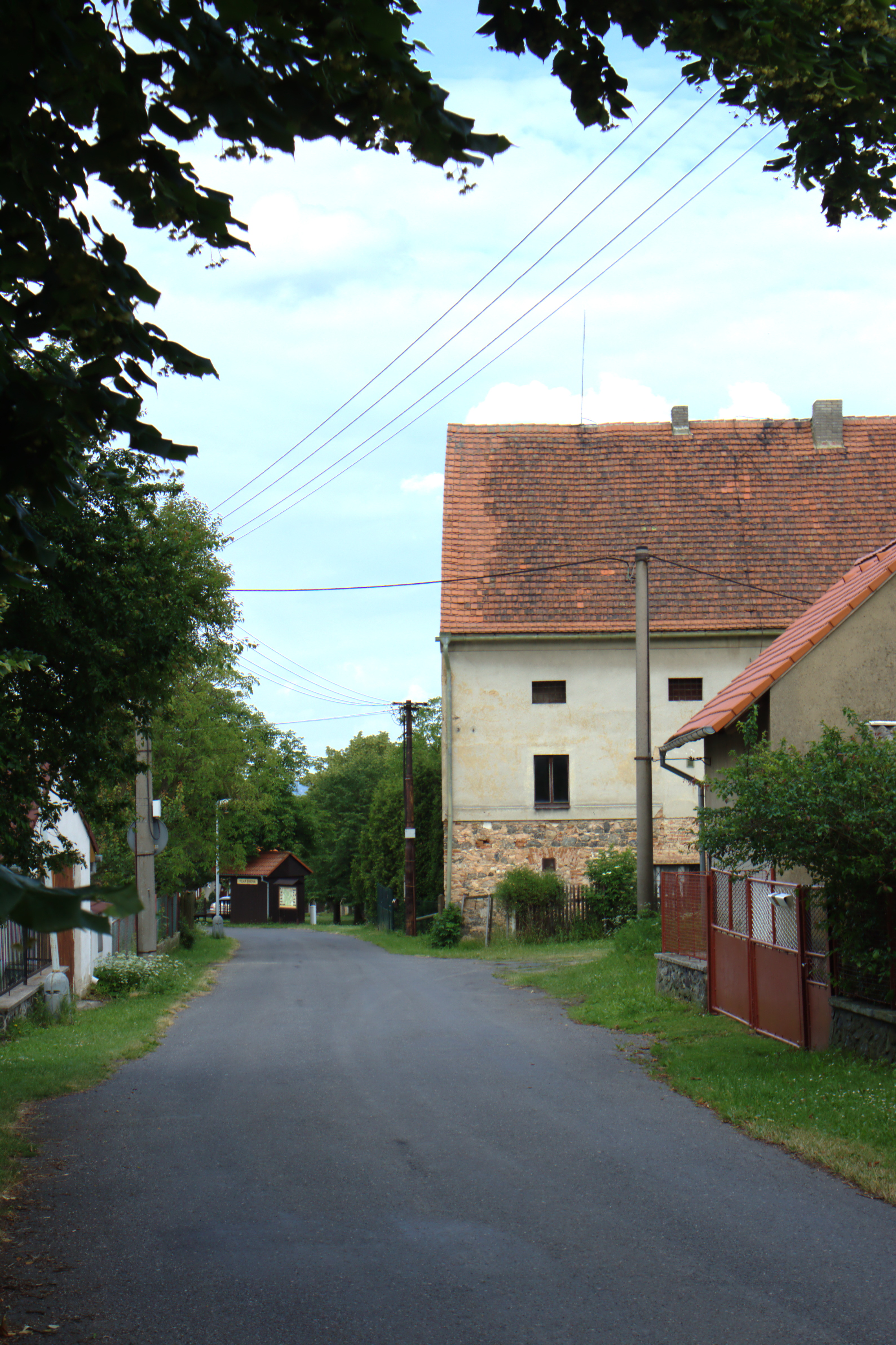
Straat in Velká Buková
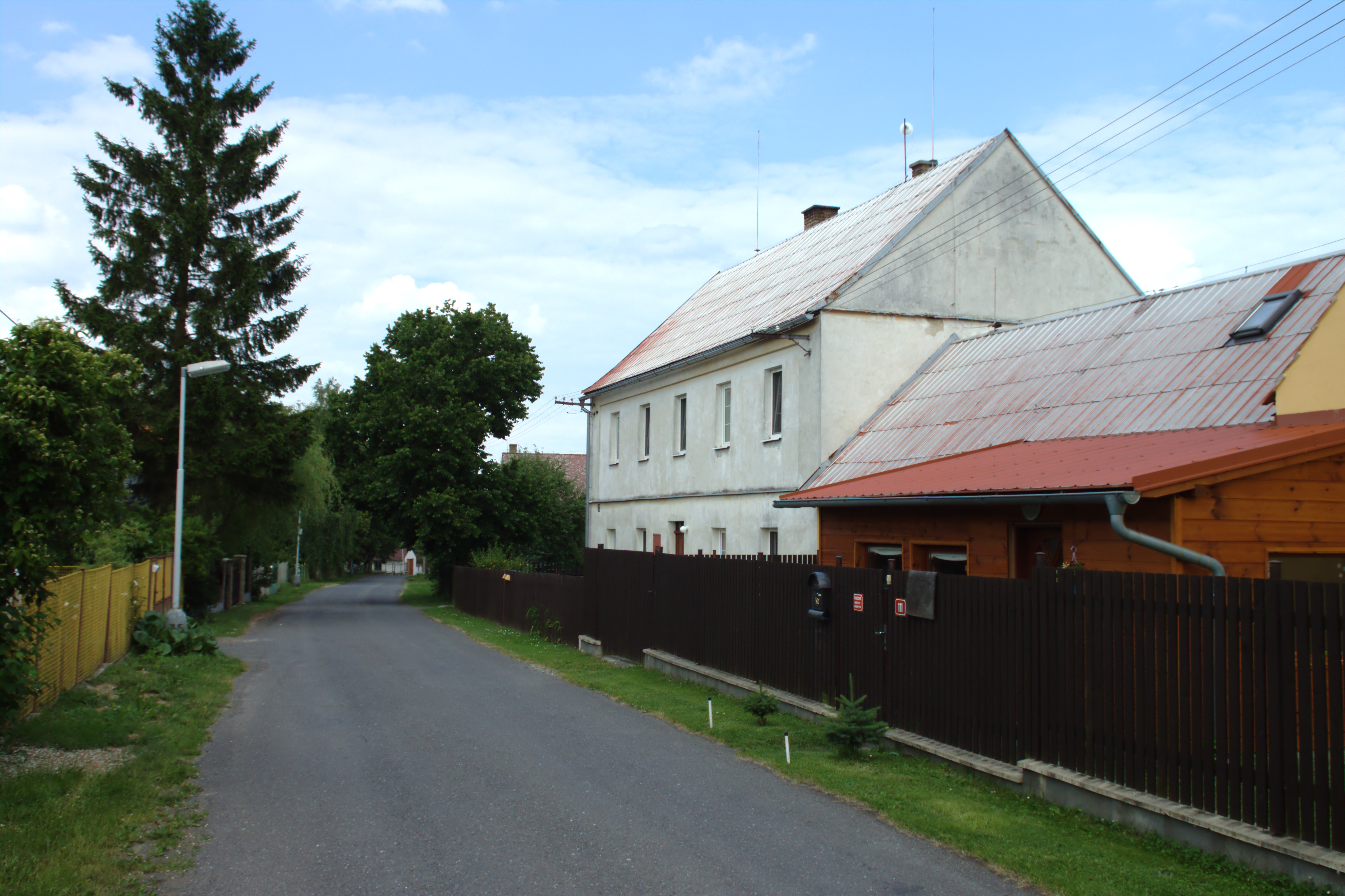
Straat in Velká Buková
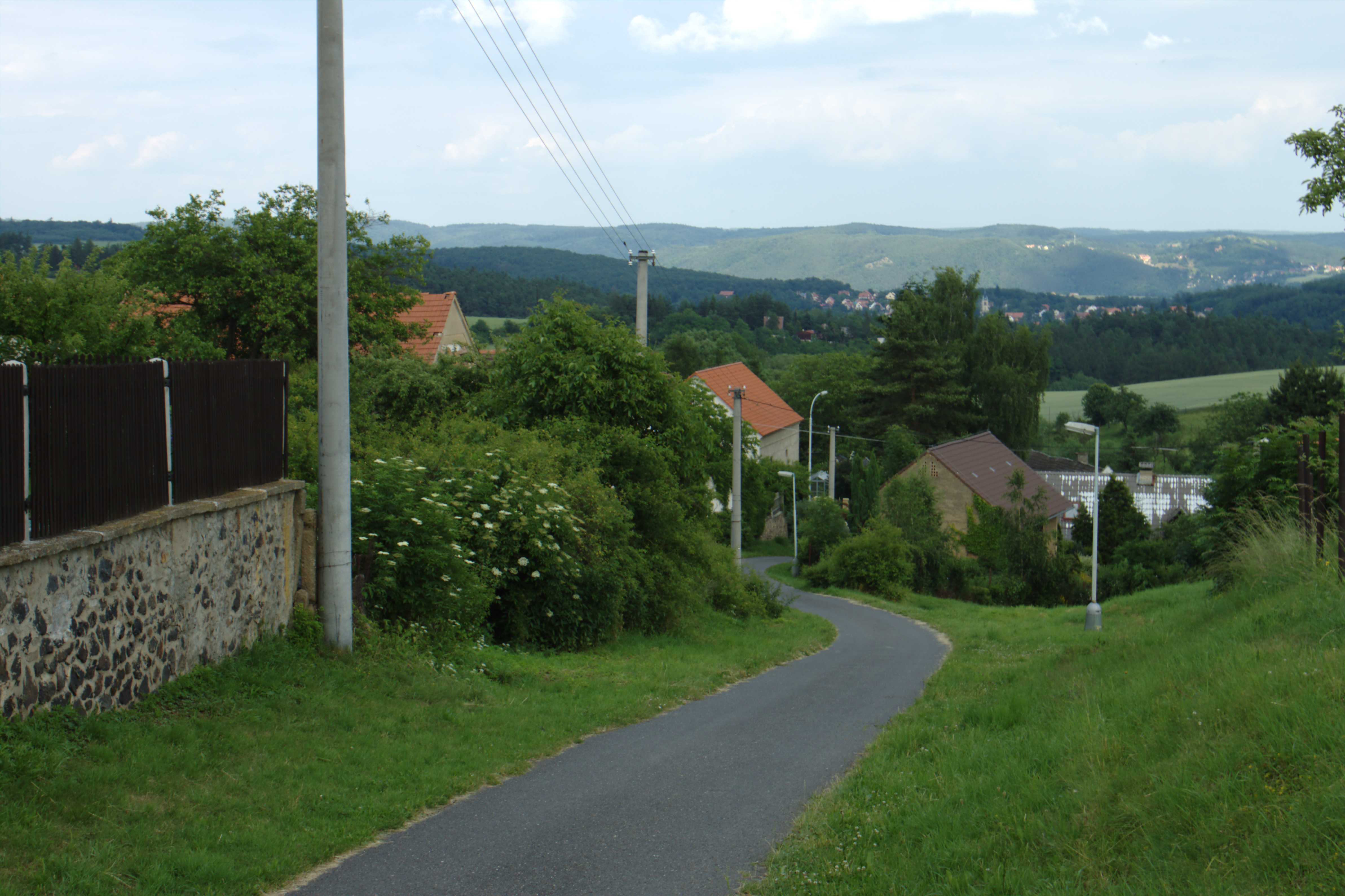
Heuvelzicht
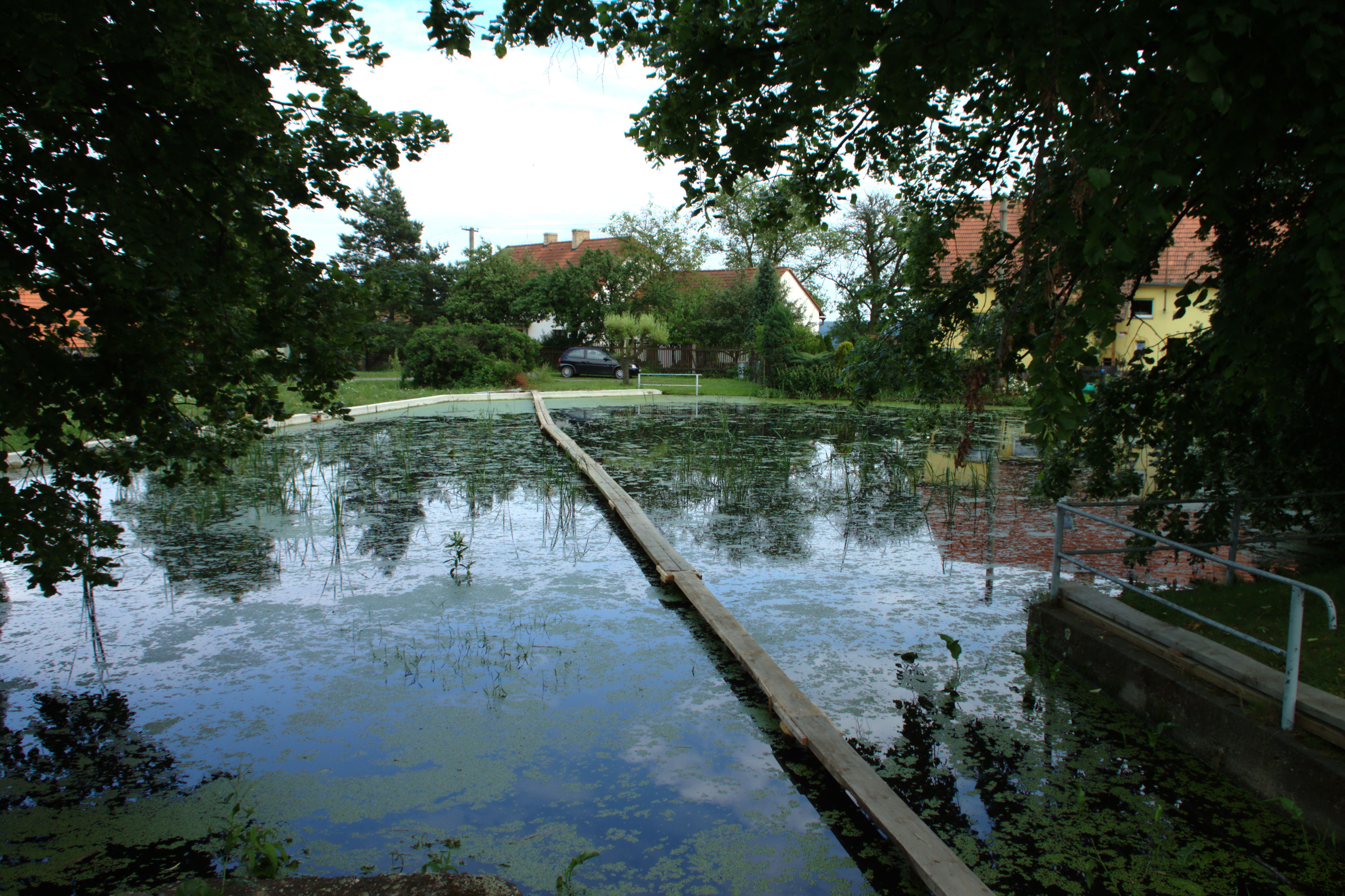
Vijver in Velká Buková
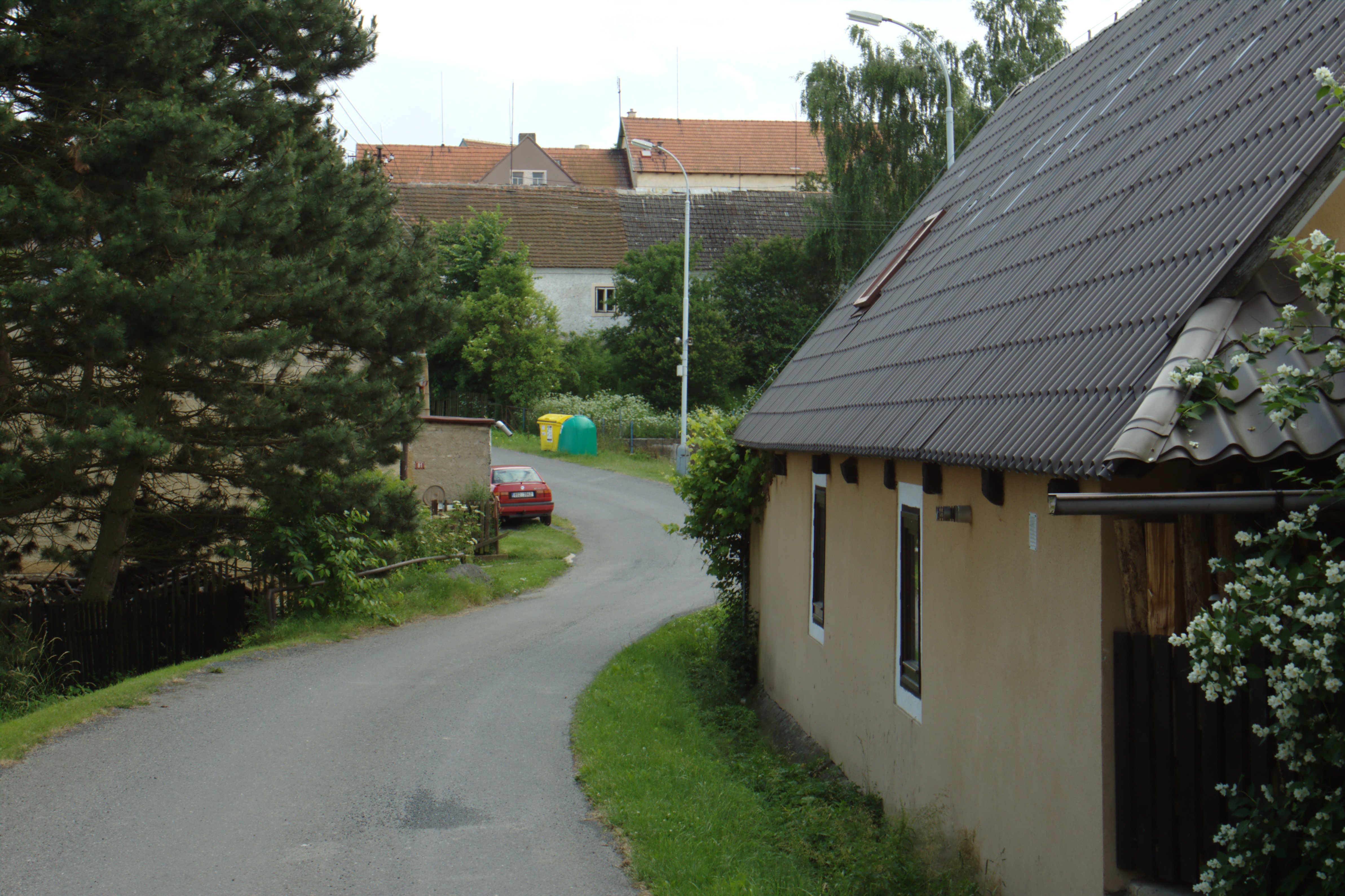
Slingerweg in Velká Buková
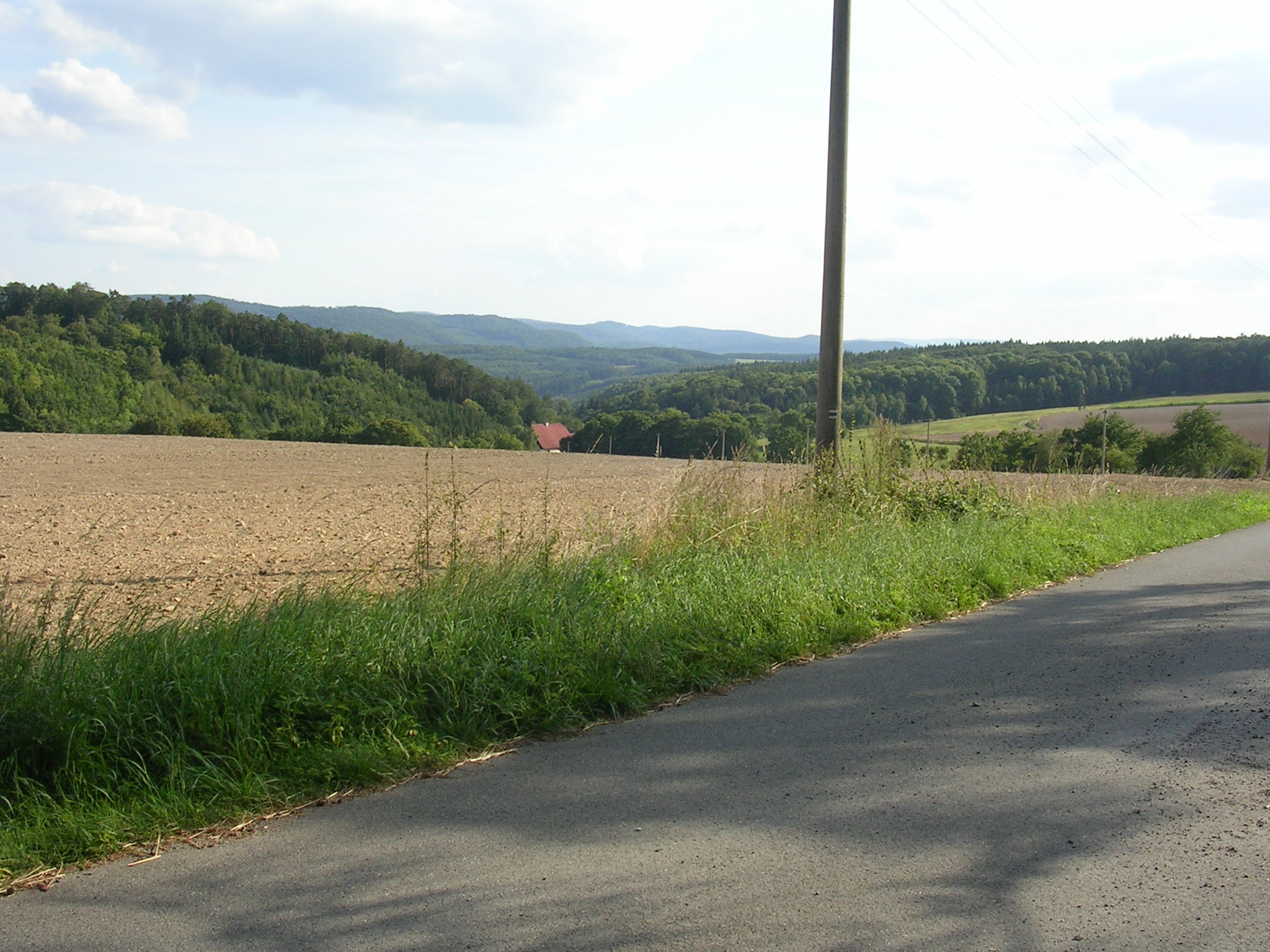
Akkers nabij Malá Buková
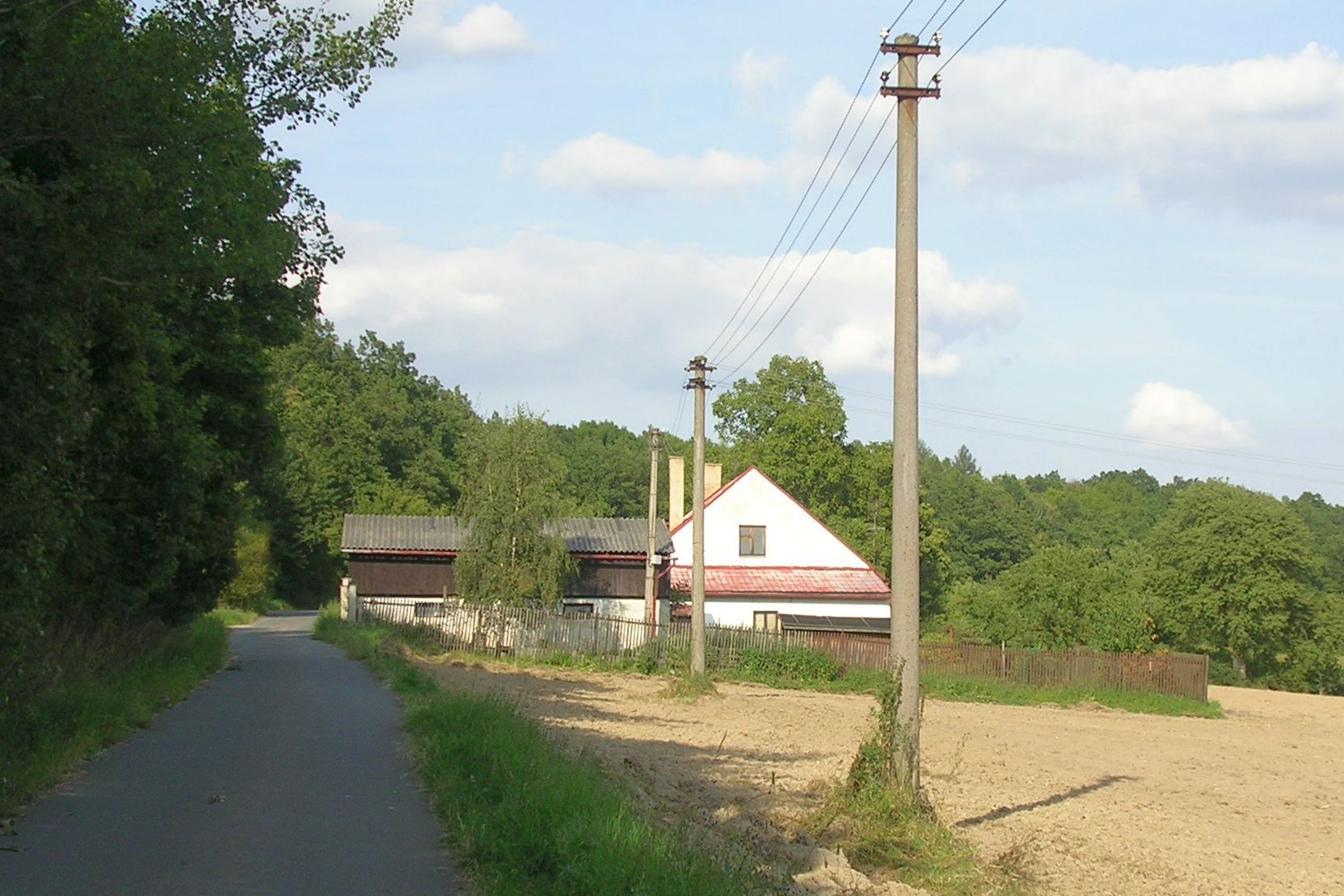
Boerderij in Malá Buková
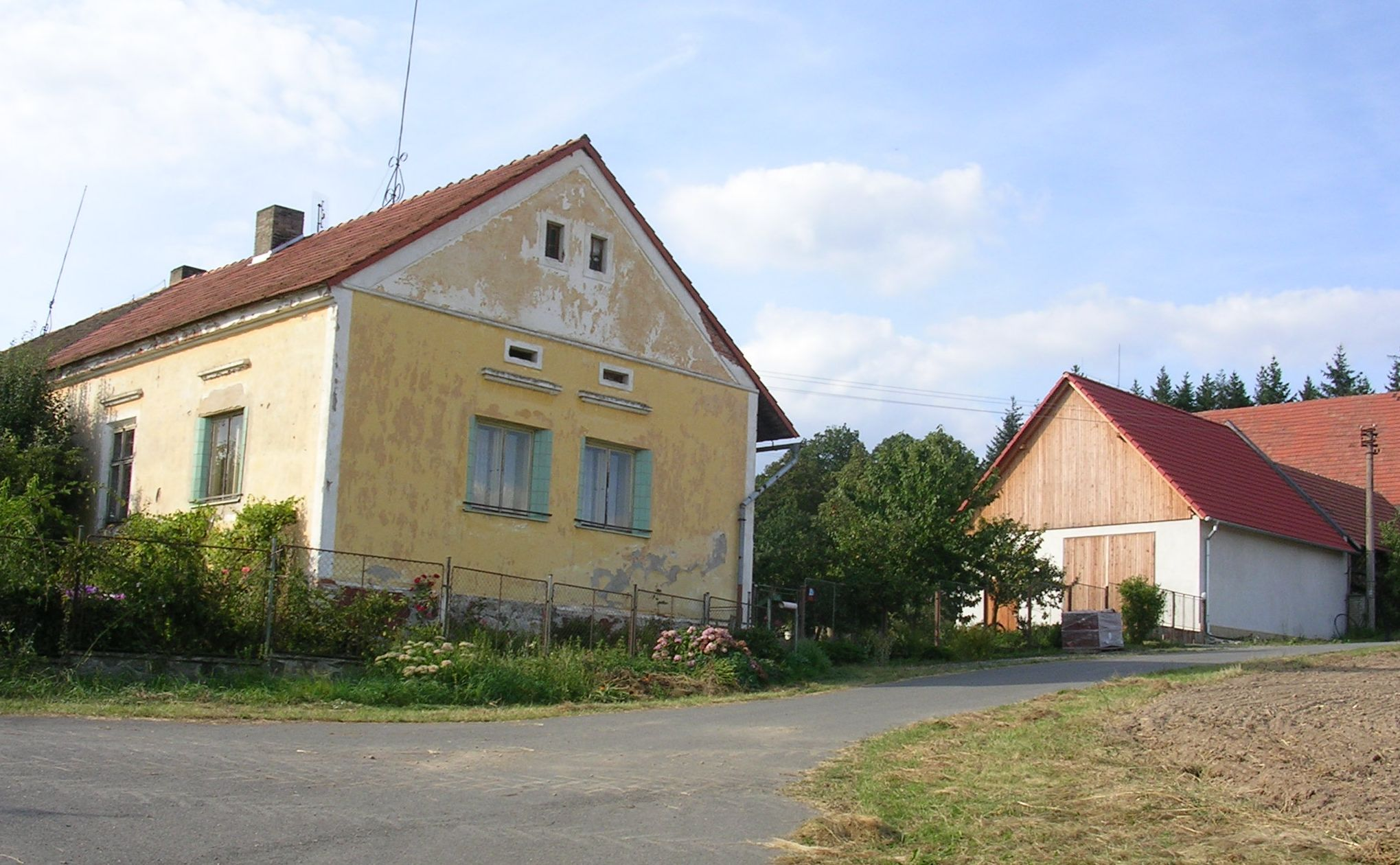
Huis in Malá Buková